# Le Rissiou
Le Rissiou est une montagne de France située en Isère, dans le massif des Grandes Rousses, en Oisans.

## Géographie
De forme triangulaire, la montagne est entourée par l'Eau d'Olle au nord et à l'ouest qui la sépare de la chaîne de Belledonne et par le Flumet au sud-est. Elle est reliée au reste des Grandes Rousses par le col du Sabot à l'est. Le barrage et le lac de Grand'Maison se trouvent au nord-est et ceux du Verney au sud. Sur son adret est établi le village de Vaujany.
Du sommet culminant à 2 622 mètres d'altitude s'étirent quatre crêtes, vers le sud-sud-ouest avec la Scia, vers le sud-sud-est avec le Gros Treu, vers le nord-est avec les rochers Rissiou et les rochers Motas et vers le nord-nord-ouest avec les têtes de Chalvet et de Monvoisin. Ces sommets rocheux alimentent des éboulis qui dominent des alpages et des forêts sur les pentes les plus raides. Une conduite forcée reliant les barrages de Grand'Maison et du Verney traverse la montagne ; une cheminée d'équilibre est située sur l'arête sud de la montagne, au Collet, au-dessus de Vaujany et du lac du Verney.

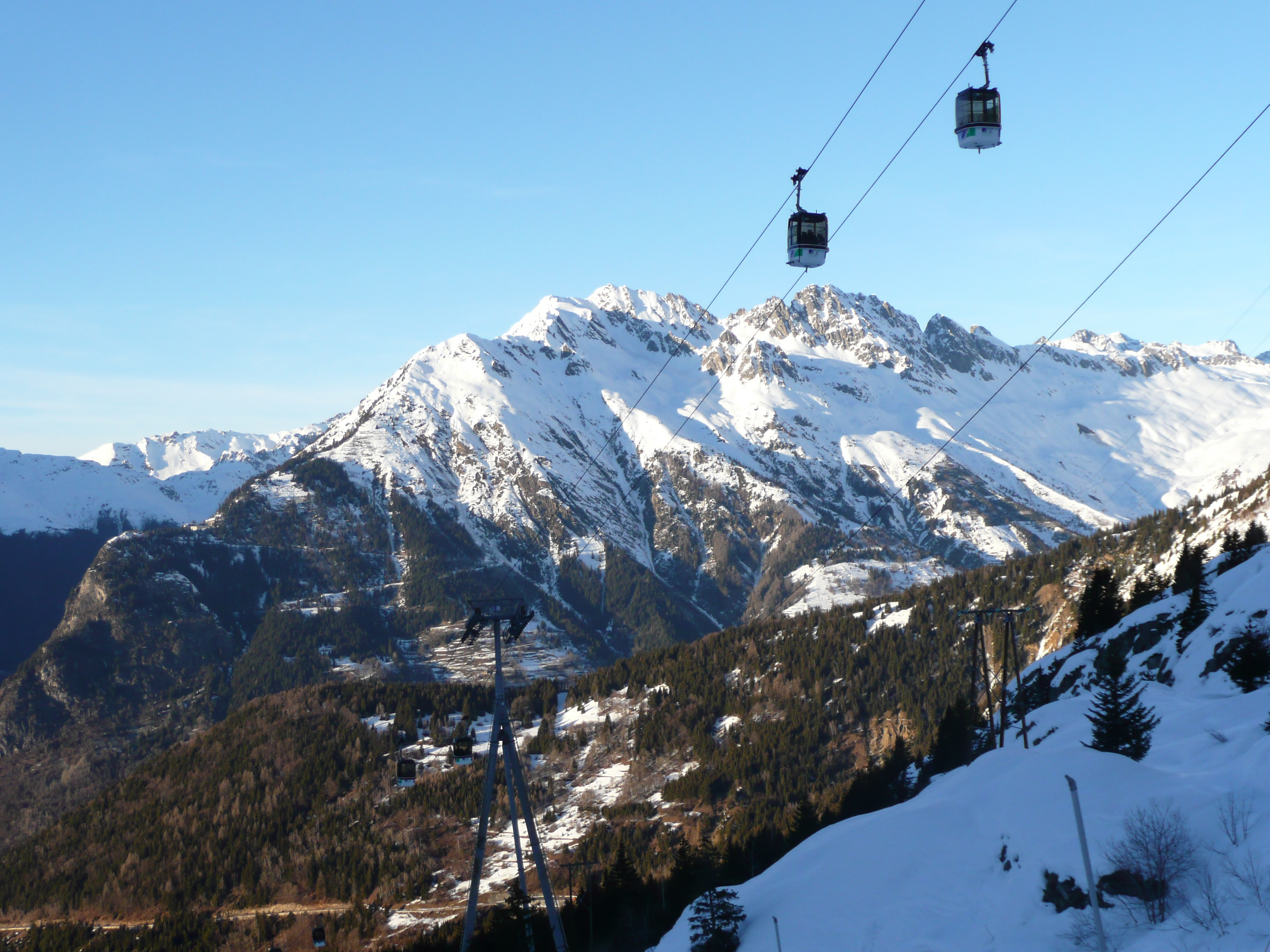
Vue du Rissiou depuis la télécabine du Poutran de la station de l'Alpe d'Huez au sud.

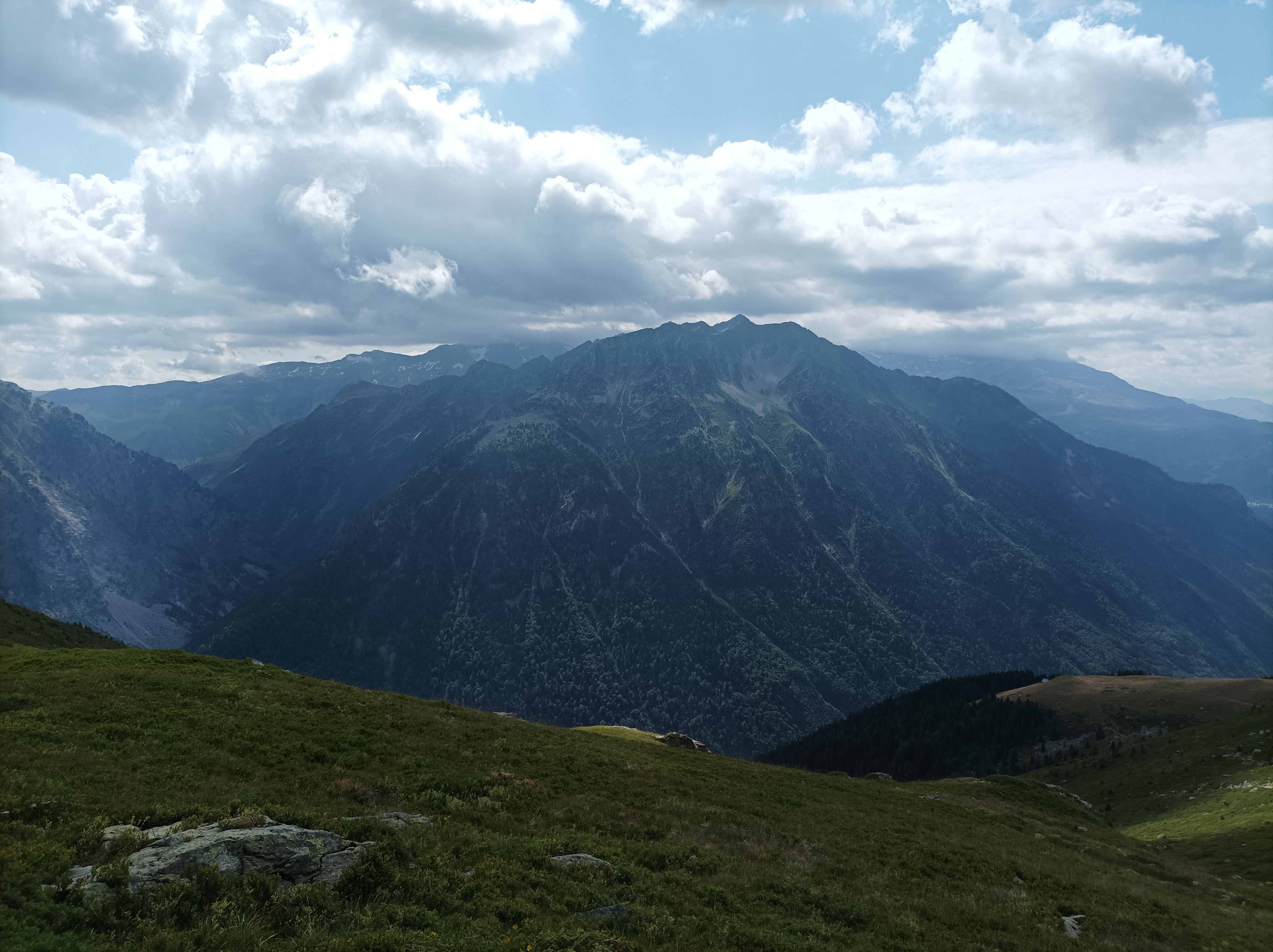
Le Rissiou vu depuis le nord.